# Ascott Earl
Ascott Earl – wieś w Anglii, w hrabstwie Oxfordshire, w dystrykcie West Oxfordshire. Leży 26 km na północny zachód od Oksfordu i 108 km na zachód od Londynu.